# Zilog Z8070
Le Z8070 était l'unité de calcul en virgule flottante conçue par la société Zilog pour fonctionner avec le processeur 32 bits Zilog Z80000 à travers l'EXTENDED PROCESSING ARCHITECTURE.
Si le Z80000 a finalement pu être commercialisé en 1986 avec plus de deux ans de retard, le Z8070 n'a jamais été finalisé, et sa conception a été abandonnée avant terme.